# (73190) 2002 JJ1
(73190) 2002 JJ1 – planetoida z pasa głównego asteroid okrążająca Słońce w ciągu 3,43 lat w średniej odległości 2,27 j.a. Odkryta 3 maja 2002 roku.